# Berliner (rygsæk)
 For alternative betydninger, se Berliner. (Se også artikler, som begynder med Berliner)
En berliner kan være en:

## Ransel, rygsæk
Ordet er i denne betydning givetvis kommet ind i dansk sprog med de stedse valsende navere, der førhen i stort tal drog sydpå, ikke mindst til Tyskland men også til Schweiz, Østrig eller Frankrig og Italien som unge svende. Mange udtryk er kommet til os ad den vej, skønt sproglig påvirkning udefra ikke kun skyldes vor udlændighed, men lige så meget påvirkning fra indvandrere.
Desuden er dansk og tysk så nært beslægtede, at det sjældent volder vanskeligheder at overføre et ord eller en vending fra det ene sprog til det andet – blot kan udtale og stavemåde tillempes en smule. Læs mere herom i artiklen Træsmed.
Men hvorfor rygsækken har fået betegnelsen berliner er der ikke sikkert belæg for; det er dog troligt at navnet skyldes at mange svende netop havde den tyske hovedstad som endemål – hovedstæder har stedse virket dragende på fremmede, og lune og humor er ikke nutidige foreteelser. Det er derfor temmelig sikkert, at ordet er faglig slang. Leg med sproget er ikke forbeholdt nogen bestemt gruppe i samfundet. Det er derfor ikke muligt at henføre udtrykket til noget bestemt fag eller faggruppe.

## Billedskærers rullemappe eller værktøjsrulle
hvor han opbevarer sine mange billedskærer, der er personligt værktøj, og som han derfor må medbringe overalt hvor han arbejder.
Danske billedskærere skriver sig til to forskellige skoler, den tyske og den franske. De svende der vandrede til Tyskland kom hjem med tysk værktøj og tyske udtryk, mens parisersvendene kom tilbage med fransk værktøj og franske traditioner, så alene på sprogbrugen er man i stand til at afgøre hvilken skole en billedskærer tilskriver sig: Hvem der endte i det tyske taler om en berliner, mens den der gik til Paris, Lyon eller Grenoble, kom hjem med en trouseau der betyder (nøgle)knippe, udstyr af klæde.

## Ekstern Henvisning
- http://www.baskholm.dk/haandbog/haandbog.html Arkiveret 16. september 2008 hos  Wayback Machine Træsmedens Håndværktøj